# S’Arcu e is Forros
Die Nuraghensiedlung (italienisch Villaggio nuragico) S'Arcu e is Forros wird durch bauliche Strukturen gekennzeichnet, die mit dem Kult zu verbinden sind. Das Dorf Villanova Strisaili liegt bei Villagrande Strisaili in der Provinz Ogliastra auf Sardinien. Von Villanova Strisaili führt die SS 389 (Straße) in Richtung Norden nach Nuoro. Kurz nach dem Viadukt „Alleri Baku“ liegt auf der linken Seite ein Platz, von dem eine unbefestigte Straße auf den Bergrücken zur etwa 400 m entfernten archäologischen Zone führt.
Das bemerkenswerteste Gebäude ist der große Megarontempel, der zu den am besten erhaltenen Sardiniens gehört. Er hat einen rechteckigen Grundriss von etwa 17,0 × 6,5 m. Die seitlichen Längswände laufen an der Rückseite in breiten Anten aus. Der ausgezeichnete Zustand der Wände lässt erkennen, dass sie im oberen erhaltenen Bereich nach innen ragen, um eine nicht erhaltene Dachkonstruktion zu stützen. Das Innere ist in vier, axial miteinander verbundene Räume unterteilt. Wahrscheinlich fanden im Tempel Zeremonien und Rituale statt, die mit einem Wasserkult zu verbinden sind, wie die Gegenwart eines gut erhaltenen Kanals für das ablaufende Wasser zeigt. Entlang der Wände verläuft eine Bank. Vor der Ostseite des Tempels lag ein langgestreckter unregelmäßig-elliptischer Bezirk, der am breiten Ende in eine Rundhütte übergeht und seitlich von Hüttenfundamenten gestört wird.

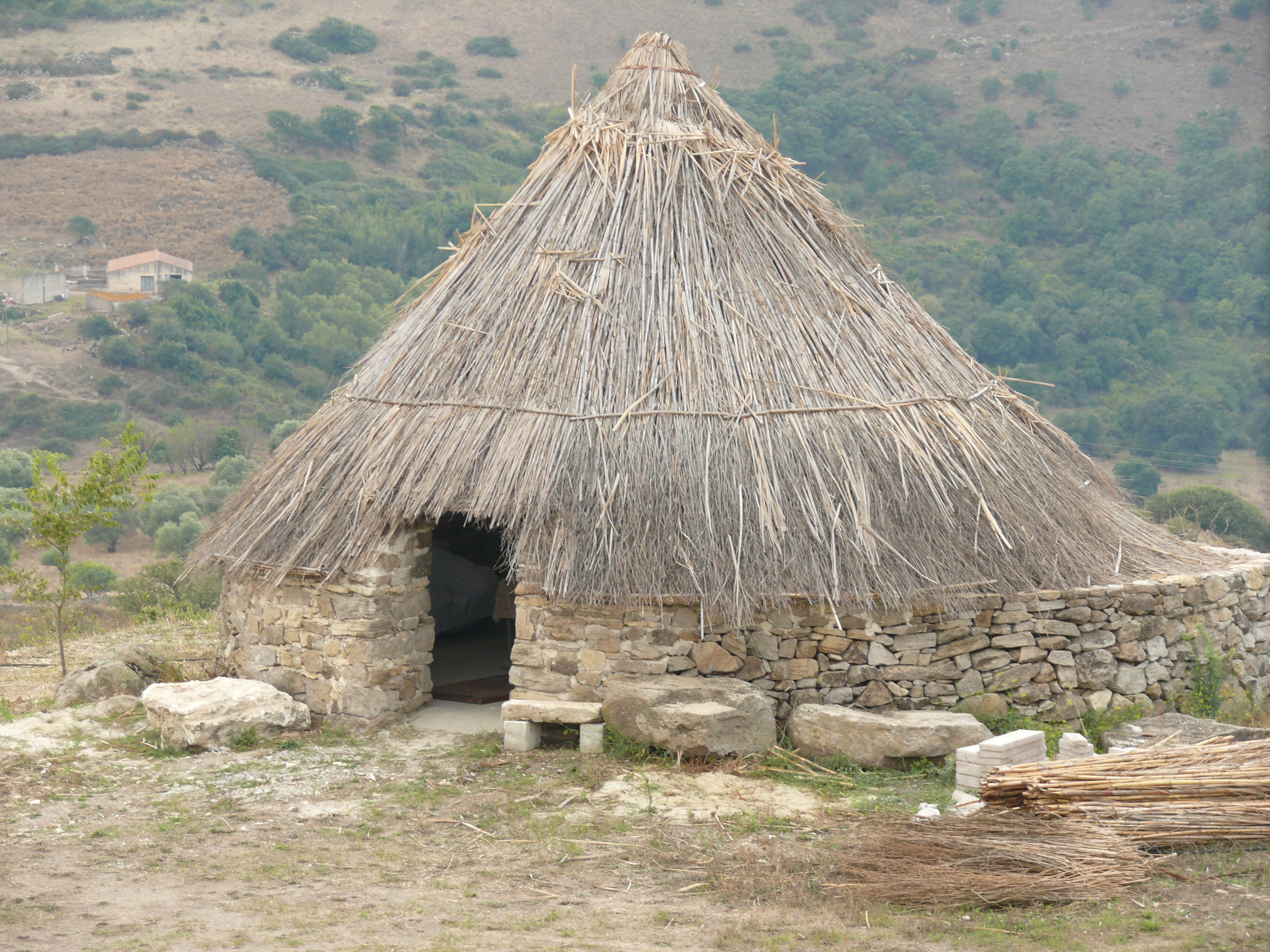
Rezente Pinetta, die den nuraghischen Rundhütten entspricht

Um den Tempel liegen bereits vor seiner Errichtung genutzte Rundhütten, von denen aber nur einige ausgegraben wurden. In der Nähe des Tempels gibt es zwei kleine miteinander verbundene Turmreste (die Forros) mit einer quadratischen Öffnung an der Unterseite. Die ebenfalls in sehr gutem Zustand befindlichen Relikte waren Schmelzöfen für Metalle, die im Zusammenhang mit dem Kult stehen. Die erste Ausgrabung hat viele Artefakte, darunter mehrere Bronzefiguren (ital. plur. Bronzetti nuragici) erbracht. Die neuere Forschung hat die Geschichte des Ortes erhellt, die zwischen der Mittleren Bronzezeit und der Endbronzezeit lag, innerhalb deren mehrere Phasen unterschieden werden.